# Менталистът
„Менталистът“ (на английски: The Mentalist) е американски сериал, който дебютира на 23 септември 2008 г. по CBS. На 10 май 2014 г. CBS подновява сериала за седми и последен сезон от 13 епизода, който започва на 30 ноември 2014 г. и завършва на 18 февруари 2015 г.

## Актьорски състав
| Актьор         | Персонаж       | Сезони  | Сезони  | Сезони  | Сезони  | Сезони  | Сезони  | Сезони  |
| Актьор         | Персонаж       | 1       | 2       | 3       | 4       | 5       | 6       | 7       |
| -------------- | -------------- | ------- | ------- | ------- | ------- | ------- | ------- | ------- |
| Саймън Бейкър  | Патрик Джейн   | 151 еп. | 151 еп. | 151 еп. | 151 еп. | 151 еп. | 151 еп. | 151 еп. |
| Робин Тъни     | Тереза Лизбън  | 151 еп. | 151 еп. | 151 еп. | 151 еп. | 151 еп. | 151 еп. | 151 еп. |
| Тим Канг       | Кимбал Чо      | 151 еп. | 151 еп. | 151 еп. | 151 еп. | 151 еп. | 151 еп. | 151 еп. |
| Оуейн Йоман    | Уейн Ригсби    | 131 еп. | 131 еп. | 131 еп. | 131 еп. | 131 еп. | 131 еп. |         |
| Аманда Ригети  | Грейс Ван Пелт | 131 еп. | 131 еп. | 131 еп. | 131 еп. | 131 еп. | 131 еп. |         |
| Рокмънд Дънбар | Денис Абът     |         |         |         |         |         | 29 еп.  | 29 еп.  |
| Джо Адлър      | Джейсън Уайли  |         |         |         |         |         | 26 еп.  | 26 еп.  |
| Емили Суолоу   | Ким Фишър      |         |         |         |         |         | 14 еп.  |         |
| Джоси Лорън    | Мишел Вега     |         |         |         |         |         |         | 13 еп.  |

### Второстепенни герои
- Майкъл Гастън – Гейл Бъртрам (17 епизода)
- Онжаню Елис – Маделин Хайтауър (17 епизода)
- Грегъри Ицин – Върджил Минели (15 епизода)
- Пруит Тейлър Винс – Джей Джей Ларош (13 епизода)
- Ребека Уисоки – Бренда Шетрик (9 епизода)
- Майкъл Рейди – Лутър Уейнрайт (9 епизода)
- Дейвид Норона – Освалдо Ардилес (8 епизода)
- Ерик Уинтър – Крейг О'Лафлин (8 епизода)
- Самеър Армстронг – Съмър Еджкомб (8 епизода)
- Кевин Кориган – Боб Къркланд (7 епизода)
- Педро Паскал – Маркъс Пайк (7 епизода)
- Тери Кини – Сам Боско (6 епизода)
- Джилиан Бах – Сара Хариган (6 епизода)
- Дрю Пауъл – Рийд Смит (6 епизода)
- Зандър Бъркли – Томас Макалистър (5 еп.)
- Малкълм Макдауъл – Брет Стайлс (5 епизода)
- Рийд Даймънд – Рей Хафнър (5 епизода)
- Джак Плотник – Брет Партридж (5 епизода)
- Еманюел Шрики – Лорелай Мартинс (5 епизода)
- Уилям Мейпотър – Ричард Хайбах (4 епизода)
- Лесли Хоуп – Кристина Фрай (4 епизода)
- Робърт Пикардо – Джейсън Купър (4 епизода)
- Хенри Йън Кюзик – Томи Волкър (3 епизода)
- Морена Бакарин – Ерика Флин (3 епизода)

## „Менталистът“ в България
В България сериалът, преведен като „Менталист: Крадецът на мисли“, започва излъчване на 22 септември 2009 г. по PRO.BG, всеки вторник и сряда от 19:45 с повторение на следващия ден от 12:00. От 3 ноември се излъчва от 20:45, а повторенията са от 13:00. Изключение прави епизодът, който е излъчен на 24 ноември от 20:30. Първи сезон завършва на 9 декември. На 12 ноември 2010 г. започва втори сезон с разписание от вторник до петък от 19:00, а от 3 декември всеки ден от 22:00. Той приключва на 18 декември. На 24 септември 2012 г. започва трети сезон по bTV Action от понеделник до четвъртък от 20:00 по два епизода и завършва на 18 октомври. На 18 ноември 2013 г. започва четвърти сезон, всеки делник от 20:00. На 8 юни 2015 г. започва пети сезон, всеки делник от 18:00. На 28 декември започва шести сезон, всеки делник от 17:00. На 25 август 2016 започва седми сезон, всеки делник от 18:00. В първи сезон дублажът е на студио Тайтъл Бе-Ге, а от пети до седми е на студио VMS. Ролите се озвучават от артистите Петя Абаджиева, Светлана Бонин в първи сезон, Вилма Карталска от втори до седми, Даниел Цочев, Георги Стоянов и Стефан Сърчаджиев – Съра.
На 11 септември 2020 г. започва първи сезон, всеки делник от 21:05 и свършва на 15 октомври. Втори сезон започва на 16 октомври и свършва на 15 ноември. Трети сезон започва на 16 ноември и завършва на 17 декември. На 11 ноември 2021 г. започва четвърти сезон със същото разписание и завършва на 14 декември. Пети сезон започва на 15 декември и приключва на 13 януари 2022 г. Шести сезон започва на 18 юли, всеки делник от 23:55 и завършва на 16 август. Седми сезон започва на 17 август и приключва на 2 септември. Шести и седми сезон са преозвучени със същия екип, а дублажът е на студио „Про Филмс“.